# 러브 앤 프렌즈
《러브 앤 프렌즈》(영어: Something Borrowed)는 미국에서 제작된 루크 그린필드 감독의 2011년 로맨틱 코미디 영화이다. 지니퍼 굿윈, 케이트 허드슨, 콜린 에글스필드, 존 크러진스키 등이 출연하였고, 힐러리 스왱크 등이 제작에 참여하였다.

## 출연
- 지니퍼 굿윈 - 레이철 화이트 역
- 케이트 허드슨 - 다시 론 역
  - 페이턴 리스트 - 어린 다시 론 역
- 콜린 에글스필드 - 덱스터 "덱스" 세일러 3세 역
- 존 크러진스키 - 이선 역
- 스티브 하우이 - 마커스 역
- 애슐리 윌리엄스 - 클레어 역
- 제프 피어슨 - 덱스터 세일러 시니어 역
- 질 아이컨베리 - 브리짓 세일러 역

## 기타 제작진
- 공동 제작: 욜란다 T. 코크런, 스티븐 P. 웨그너
- 배역: 세리 나이트, 맨디 셔먼
- 미술: 제인 머스키
- 세트: 레슬리 E. 롤린스
- 의상: 게리 존스
- 분장: 버너뎃 메이저
- 헤어: 수지 매저리시
- 제작 관리: 데이비드 바우시, 엘런 H. 슈워츠
- 조감독: 키스 애덤스, 앨런 B. 커티스, 글렌 트로티너